# Diego Oliveira
Diego Oliveira, född 22 juni 1990 i Curitiba, är en brasiliansk fotbollsspelare.
2016 flyttade Oliveira till Kashiwa Reysol. Han spelade 57 ligamatcher för klubben. 2018 flyttade Oliveira till FC Tokyo. Han blev utsedd till J.Leagues "Best Eleven" 2019.